# آق حصار (البوسنة والهرسك)
آق حصار أو آقحصار أو پروسَك (بالبوسنوية: Prusac)‏ هي قرية بوسنوية تقع في كانتون البوسنة الوسطى ضمن اتحاد البوسنة والهرسك، وهي إحدى أقدم القُرى في وادي «اسكُپَليسكة» (بالبوسنوية: Skopaljska)‏ الواقع في أعالي نهر ورباس. تبعد بضع كيلومترات عن قرية «دُنيا وقف» (بالبوسنوية: Donji Vakuf)‏.
تُشكِّلُ القرية مركز أكبر تجمُّعٍ إسلاميّ سنويّ في أوروپَّا، ففي شهر حُزيران (يونيو) من كُل سنة، يُقام حفلٌ كبير لإحياء ذكرى العالم المُتصوِّف «عوض دده»، الذي وفد على المنطقة مع الفتح العُثماني، ولعب دورًا كبيرًا في دعوة أهلها إلى الإسلام، فلاقى نجاحًا وأقبل الناس يدخلون في الدين الجديد، فيتجمَّع آلاف البُشناقيين وغيرهم من المُسلمين لزيارة ضريحه والدُعاء له. اسم البلدة تُركيّ، أُطلق عليها خلال العصر العُثماني، ومعناه الحرفي «القلعة البيضاء».
من أبرز أعلام القرية القاضي الفقيه حسن كافي الآقحصاري، المولود سنة 951هـ = 1544م، الذي وُلِّي قضاء القرية، ومات بها سنة 1025هـ = 1616م.